# Martin-chasseur de Gaudichaud
Dacelo gaudichaud
Espèce
Statut de conservation UICN

 LC  : Préoccupation mineure
Le Martin-chasseur de Gaudichaud (Dacelo gaudichaud) est oiseau de la famille des Alcedinidae.
Son nom rend hommage au botaniste Charles Gaudichaud-Beaupré (1789-1854).
Cet oiseau est répandu à travers l'archipel de Nouvelle-Guinée.